# Pirada
Pirada és una vila i un sector de Guinea Bissau, situat a la regió de Gabú. Té una superfície 934 kilòmetres quadrats. En 2008 comptava amb una població de 32.791 habitants.